# Ed Gale
Ed Gale (Plainwell, 23 de agosto de  1963-Los Ángeles, 27 de mayo de 2025) fue un actor estadounidense que había participado en más de cien producciones para cine y televisión en ese país.

## Biografía
Gale nació en Plainwell, Míchigan el 23 de agosto de 1963. Nació con enanismo. Tras finalizar sus estudios secundarios se trasladó a California para iniciar su carrera como actor. Al tener una condición de enanismo, Gale pudo obtener papeles inicialmente en producciones de terror y ciencia ficción, entre las que destacan Howard the Duck, Spaceballs y Child's Play en la década de 1980. En los años 1990 registró gran cantidad de apariciones en producciones con similar temática como Bill & Ted's Bogus Journey, Dolly Dearest, The Jungle Book, Weird Science y Sabrina the Teenage Witch. La carrera de Gale continuó en las décadas siguientes, desempeñándose como actor y doble en reconocidas producciones.

## Últimos años
En abril de 2023, un grupo en línea llamado Creep Catchers Unit (tdl. ‘Unidad de Vigilantes de Depredadores’) acusó a Gale de intentar mantener relaciones sexuales con varios menores, incluido un chico al que supuestamente creía que tenía catorce años. Durante una visita a su domicilio el 19 de abril, el Departamento de Policía de Los Ángeles (LAPD) le confiscó sus teléfonos móviles, aunque en ese día no fue detenido ni puesto bajo custodia. A partir del 21 de abril, el LAPD y la Fiscalía del Distrito del Condado de Los Ángeles continúan investigando el caso.

## Muerte
Gale falleció en un hospicio de Los Ángeles el 27 de mayo de 2025. Contaba con 61 años.

## Filmografía destacada

### Cine y televisión
- 2014 - Deadly Attraction
- 2013 - Honey
- 2013 - Mikeyboy
- 2013 - Crazy Town
- 2012 - Emerald Acres
- 2011 - 365 Days
- 2011 - The Amateur Monster Movie
- 2010 - Santa Preys for X-mas
- 2010 - Speed-Dating
- 2009 - The Telling
- 2009 - The Gold & the Beautiful
- 2009 - Bones
- 2007 - My Name Is Earl
- 2007 - Marksman
- 2005 - L.A. Dicks
- 2004 - El expreso polar
- 2003 - Trash
- 2003 - Tiptoes
- 2002 - The District
- 2002 - Santa, Jr.
- 2002 - Fairie
- 2002 - Survival Island
- 2002 - First Monday
- 2002 - The Hughleys
- 2001 - Grounded for Life
- 2001 - Just Shoot Me!
- 2001 - Call Me Claus
- 2000 - The Christmas Secret
- 2000 - The Adventures of Rocky & Bullwinkle
- 2000 - O Brother, Where Art Thou?
- 1999 - Sabrina the Teenage Witch
- 1999 - The Norm Show
- 1998 - Maggie
- 1998 - 3rd Rock from the Sun
- 1997 - Family Matters
- 1996 - Townies
- 1996 - Alaska
- 1995 - Pig Sty
- 1995 - Tad
- 1994 - The Jungle Book
- 1994 - Baywatch
- 1994 - Attack of the 5 Ft. 2 Women
- 1994 - Weird Science
- 1993 - Danger Theatre
- 1993 - Lifepod
- 1992 - Land of the Lost
- 1992 - Mom and Dad Save the World
- 1991 - Dolly Dearest
- 1991 - Bill & Ted's Bogus Journey
- 1990 - The Dreamer of Oz
- 1989 - Chrome Hearts
- 1988 - Friday the 13th: The Series
- 1988 - Child's Play
- 1988 - Phantasm II
- 1987 - Spaceballs
- 1986 - Howard the Duck